# Hillmannplatz
Der Hillmannplatz ist ein Platz in Bremen-Mitte. Er liegt südlich vom Bremer Hauptbahnhof an der Bahnhofstraße. An den Platz schließen die Birkenstraße, die Hillmannstraße, der Herdentorsteinweg, das Herdentor und die Bremer Wallanlagen mit der Straße  Contrescarpe an.
Der Platz ist als stark begrünte Fußgängerzone gestaltet. Er ist von Geschäften und Geschäftshäusern, Restaurants, Diskotheken, Hotels, einem Veranstaltungszentrum, einem Kino und einer Hochgarage umgeben.

## Geschichte

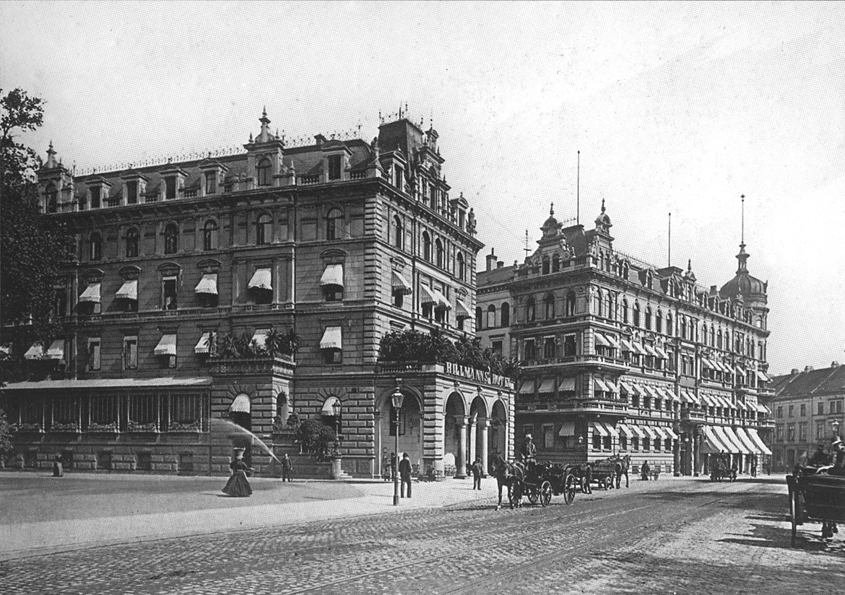
Links: Hillmann-Hotel um 1900

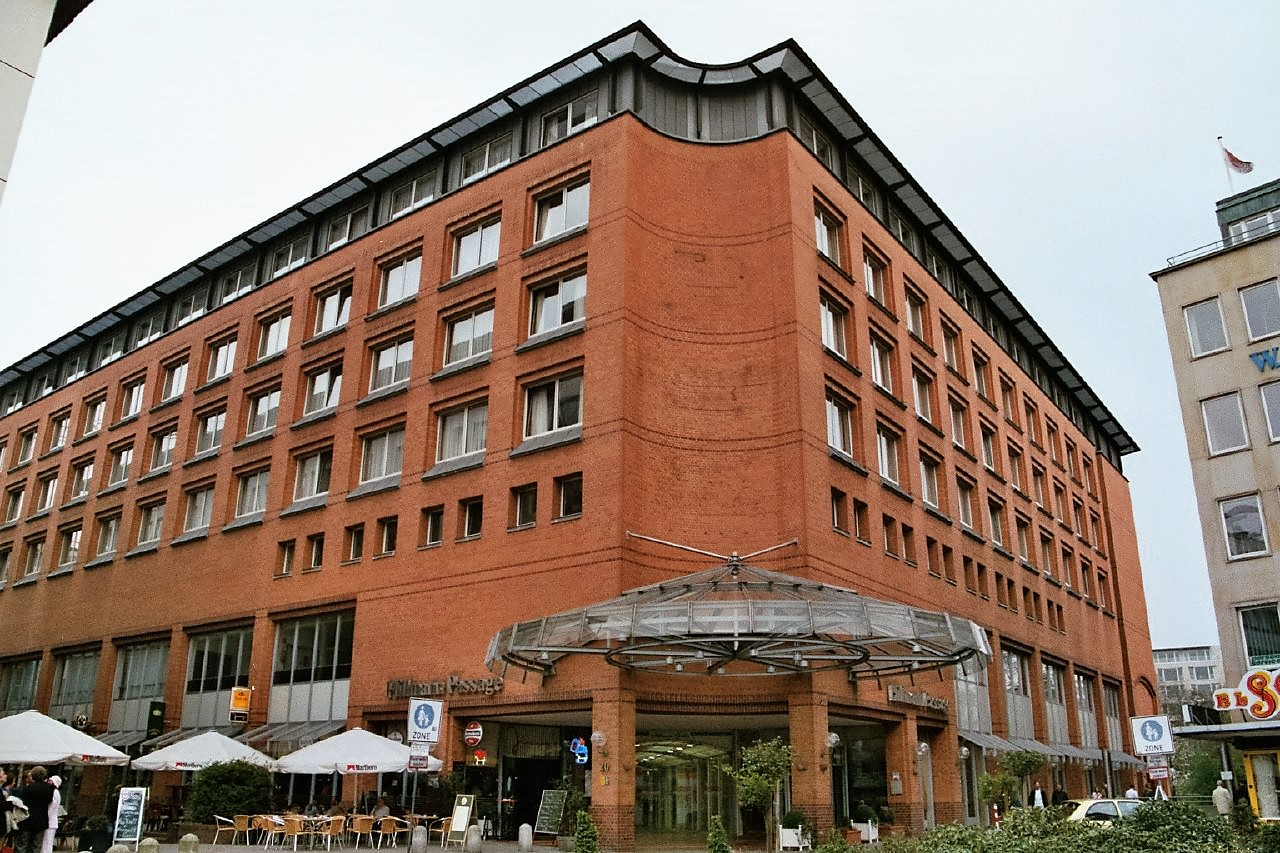
Hotel am Hillmannplatz, Ansicht vom Hillmannplatz

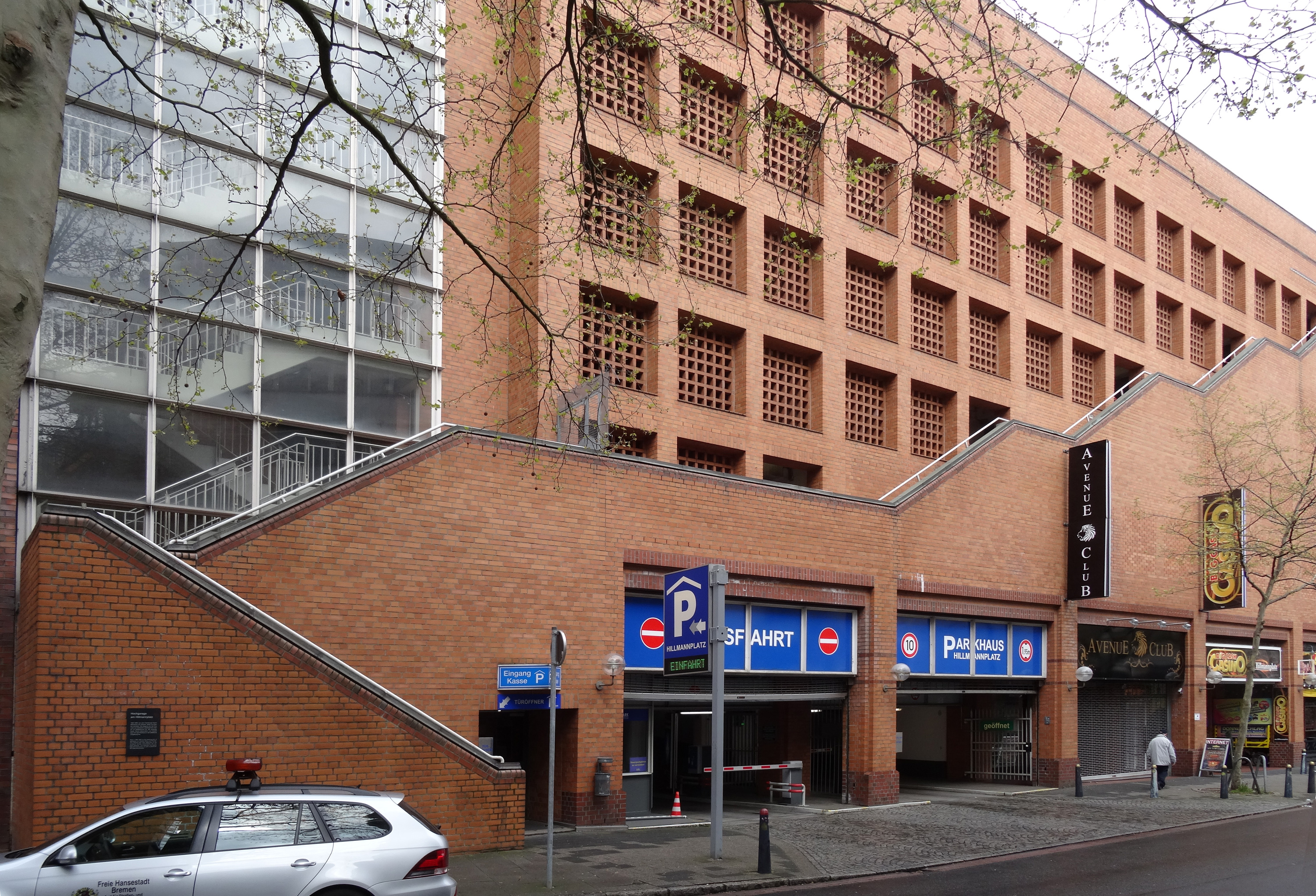
Parkhaus Hillmannplatz

Der Platz erhielt seinen Namen nach dem im Zweiten Weltkrieg zerstörten Hillmann-Hotel, das 1847 Johann Heinrich Hillmann am Herdentor/Ecke Wallanlagen errichten ließ. Es wurde mehrmals umgebaut und erhielt eine Fassade im neoklassizistischen Stil des ausgehenden 19. Jahrhunderts. Es war eines der vornehmsten Hotels der Hansestadt und hatte in den 1930er Jahren rund 300 Betten. Wie alle anderen Gebäude in der Umgebung wurde das Hotel 1944 bei den Luftangriffen auf Bremen zerstört.
Nach dem Krieg entstand am Standort des Hillmann-Hotels die eher provisorisch gestaltete, eingeschossige Hillmannpassage mit 22 Geschäften und dem Café Hillmann. Das Café war ein beliebter Treffpunkt und abends ein sehr stark besuchter Tanzsaal. Das Café und die Passage wurden 1971 abgerissen.
Das dort 1978 projektierte Hochhaus war gegen den Bürgerwillen nicht durchsetzbar. In den 1980er Jahren wurde der Platz in seiner heutigen Form gestaltet. Nach Plänen des Architektenbüros Gerkan, Marg und Partner entstand von 1982 bis 1985 für die Marriott-Gruppe ein rotsteinsichtiges, fünfgeschossiges Hotel am Hillmannplatz, durch das eine kleine Einkaufspassage führte. Im Gebäude befand sich das Gourmetrestaurant und Bistro Grashoff, zu dem eine Wein- und Delikatessenhandlung gehörte. Von demselben Architektenbüro entstand 1984 das mit einem Architekturpreis prämierte Parkhaus Hillmannplatz.
Marriott gab das Hotel um 2003 auf und die kleine Passage wurde geschlossen. Ende 2008 wurde dort ein Fünfsterne-Swissôtel mit 230 Zimmern eröffnet und die ehemalige Passage dem Hotel zugeschlagen. Das hoteleigene Restaurant wird aus Tradition zum Standort „Hillmann’s“ genannt.
1988 wurde zur Bahnhofstraße hin die Skulptur Der Böse aus Granit nach einem Entwurf von Ulrich Rückriem errichtet. Ebenfalls 1988 wurde vom selben Künstler die Skulptur Documenta 2 – Aus dem Museum des Steins auf der Platzfläche am Herdentorsteinweg zwischen dem Hotel am Hillmannplatz und den Wallanlagen/Contrescarpe – dem heutigen Loriotplatz – aufgestellt.
2013 erfolgte die Umbenennung eines Teils des Hillmannplatzes vor dem Bistro Grashoff in Loriotplatz, da der Humorist Loriot hier oft verweilte, wenn er in Bremen war.

## Hillmannplatz aktuell
Am Hillmannplatz haben sich Restaurants, Gaststätten und Cafés angesiedelt. Von 1987 bis 2023 wurde auf dem Platz im Sommer (Ende August oder Anfang September) das Weinfest Bremen durchgeführt, im Jahr 2024 aber auf Grund von Sicherheitsbedenken abgesagt.